# Орлиная гора
«Орлиная гора» — роман в стиле фэнтези новосибирской писательницы Инны Живетьевой, первая книга дилогии «Наследники». Действие происходит в мире условного феодализма. Роман номинировался на премию «Золотая цепь» фестиваля фантастики «Созвездие Аю-Даг» в 2008 году.

## Мир и сюжет
В мире «Орлиной горы» отсутствуют такие атрибуты фэнтези, как маги, странные существа и др., но присутствуют иная, чем в реальном мире, география, условный феодализм, выдуманная религия. В романе показана абсолютная монархия, подминающая под себя удельных князей с их вольностями. В то время как молодое поколение готово принять новый миропорядок, отцы этого поколения не желают отказаться от своих прав, и в стране происходит гражданская война. На этом фоне повествуется о судьбах трёх подростков, представителей трёх княжеских родов.

## Проблематика
В романе затрагиваются такие темы, как дружба и предательство, испытание верности, выбор между присягой, дружбой и родством, честь и верность идеалам, вера и неверие, ошибки и их цена, фанатизм, заставляющий калечить чужие жизни.

## Художественные особенности
Характеры главных героев в романе изображены очень ярко. Эмитрий, который мечтает стать летописцем; бесшабашный и обаятельный Артемий; Маркий, которому удалось встать над судьбой и, вопреки всему, сохранить себя как личность, непохожи друг на друга и по-разному действуют в одних и тех же обстоятельствах. Читателя по-настоящему интересуют отношения между ними, их попытки понять друг друга, сближение и дружба.
Недостаток книги можно усмотреть в том, что автор, уделив основное внимание главным героям, недостаточно обрисовала второстепенных персонажей, от которых во многом зависит судьба подростков, и мотивация поступков этих персонажей не всегда понятна.
Рецензент издания «Книжная витрина» В. Иванченко отмечает:

При том, что стилистический арсенал Инны Живетьевой – чисто литературный и обкатанными клише она пользуется, не комплексуя, ясно видно усилие сделать свое, незаёмное. …Живетьева, кажется, серьёзно живет в своем мире, видит его куда яснее читателя и болеет за своих мальчишек так, что порой они кажутся отважными переодетыми девочками.